# Боеве за Созопол (1829)
Боевете за Созопол през Руско-турската война от 1828 – 1829 година се водят за контрол над созополското пристанище.
През декември 1828 година при разузнавателен рейд в Бургаския залив руският контраадмирал Михаил Кумани оценява значението на Созопол като сигурно пристанище на юг от Балкана и в относителна близост до Босфора. Два месеца по-късно Кумани е отново пред града начело на ескадра от 8 кораба (3 линейни, 2 крайцера и 3 канонерски лодки) с близо 1 200 войници на борда. След отказа на турския комендант да се предаде, на 16 февруари руските кораби бомбардират града, а на брега е стоварен десант. Същата нощ по-голямата част от гарнизона дезертира, а остатъкът му се предава в плен на атакуващите ги руски моряци от десанта и въоръжено местно население.
Въпреки че основните сили на руската армия са все още разхвърляни между Влахия на север и Провадия на юг, османците се бавят повече от месец, преди да предприемат опит да си върнат Созопол. През това време силите под руско командване в града нарастват до 3 000 бойци, в това число и Созополската българска дружина от 1000 души на Стойко Маврудов от тракийски доброволци. На 28 март турска войска от 4 000 пехотинци и 1 500 конници напада укреплението пред града, отбранявано от един руски батальон със силна артилерия на сушата и на корабите от ескадрата на Кумани. Битката е решена с масирана контраатака на руския резерв. Турската войска се пръсва, оставяйки 250 убити.
След този бой Созопол се превръща в основна база на руските военноморски операции до края на войната. През април в пристанището се разполагат основните сили на Черноморския флот начело с адмирал Алексей Грейг. От Созопол той парализира турското снабдяване по море и съдейства на прекосилата Стара планина армия на Дибич при превземането на Месемврия и с доставка на провизии.